# کیچیکیر
کیچیکیر (انگلیسی: Kichikir) یک شهرک در شهرستان یانائولسکی استان باشقیرستان کشور روسیه است.